# Куршумлия
Куршумлия (серб. Куршумлија) — город на юге Сербии, в Топличском округе в общине Куршумлия. Расположен надалеко от реки Топлица, Косаница и Баньска на юго-востоке от горы Копаоник и на северо-западе от горного массива Радан.

## География
Общая площадь Куршумлии составляет 952 км². Муниципалитет имеет общую границу с Брусом, Блаце, Прокупле, Медведжа, Подуево и Лепосавичем. 

## История

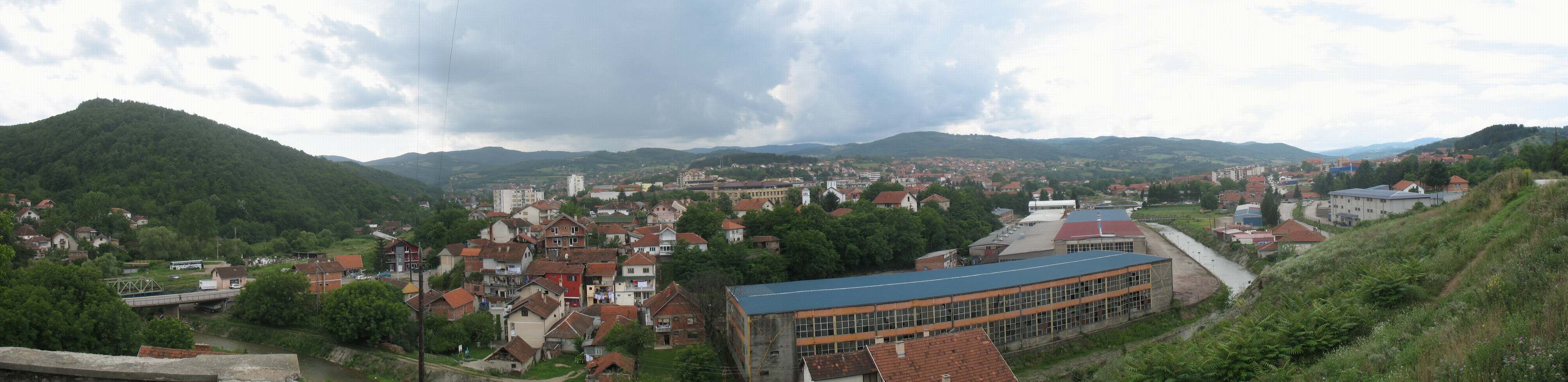
Панорама Куршумлии

В древности в этой области жили племена фракийцев, иллирийцев, греков и кельтов. С 229 г. до н.э. по 14 г. н.э. земли были завоёваны римлянами. Балканы были разделены на три провинции: Далмация, Паннония, и Мёзия. На месте нынешнего города стоял римский город с названием Ad Fines, что значит «на краю». 
Первое письменное упоминание о новом названии деревни произошло в 1019 году. Это были три устава византийского императора Василия II, подтверждающие права и ограничения архиепископа Охридского, чья резиденция  здесь находится по сей день. Великий князь Стефан Неманя, основатель династии Неманичей, в XII веке прожил в городе несколько лет. Некоторые члены королевской семьи здесь были канонизированы. Неманя построил Монастырь Св. Богородицы и Монастырь Св. Николая, которые сияли своими свинцовыми крышами на солнце. Город носил имена этих монастырей (Белые Церкви). 
Также его называли Топлице, вероятно из-за местных источников с горячей минеральной водой: Луковска баня, Куршумлийска баня и Пролом баня. Завоевав город в 1454 году, оттоманы дали ему имя Куршумлия. Город был освобождён от османского владычества в 1878 году. 
В 1896 году был воздвигнут памятник королю Александру I Обреновичу.
В апреле 1941 года был оккупирован немецкими войсками. 17-18 октября 1944 освобождён наступавшими болгарскими войсками при поддержке партизан НОАЮ.

## Галерея

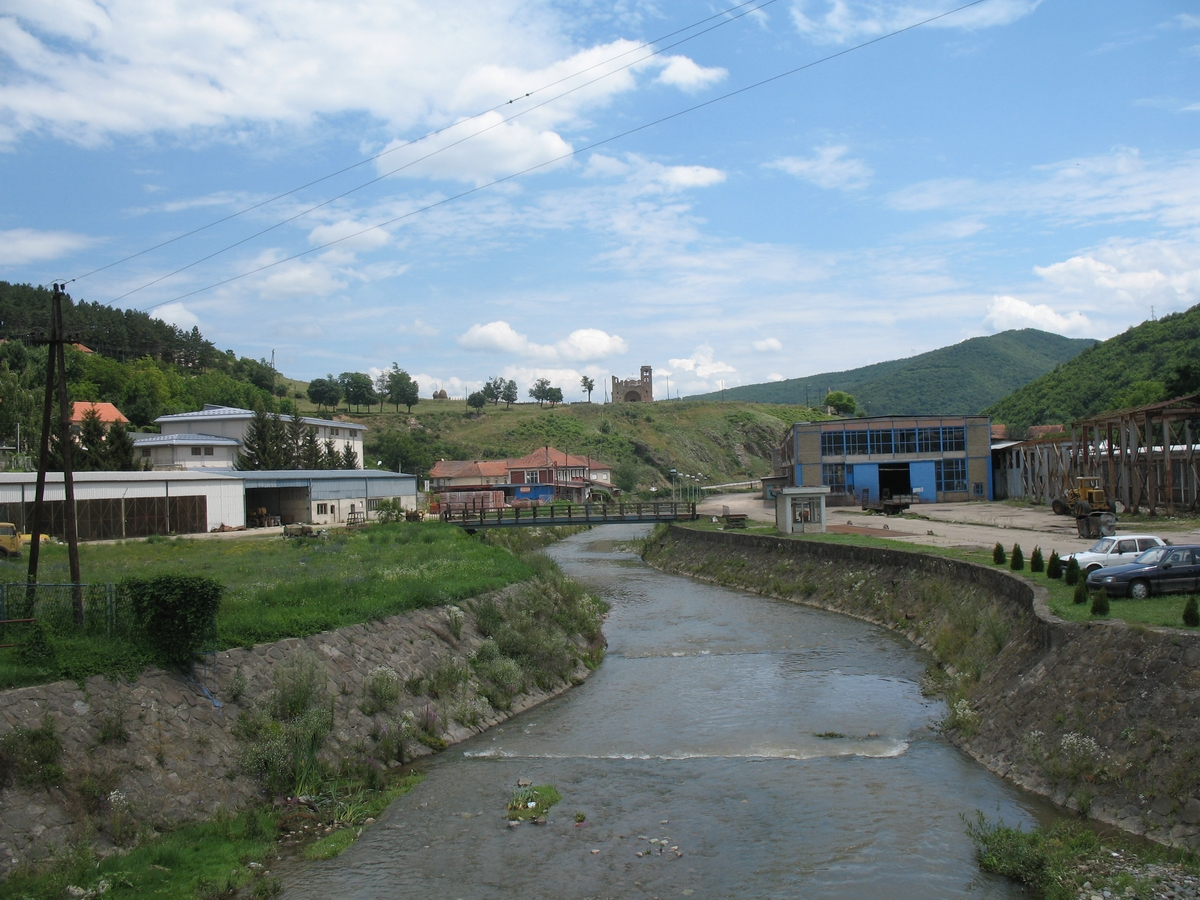
Монастырь Св. Николая
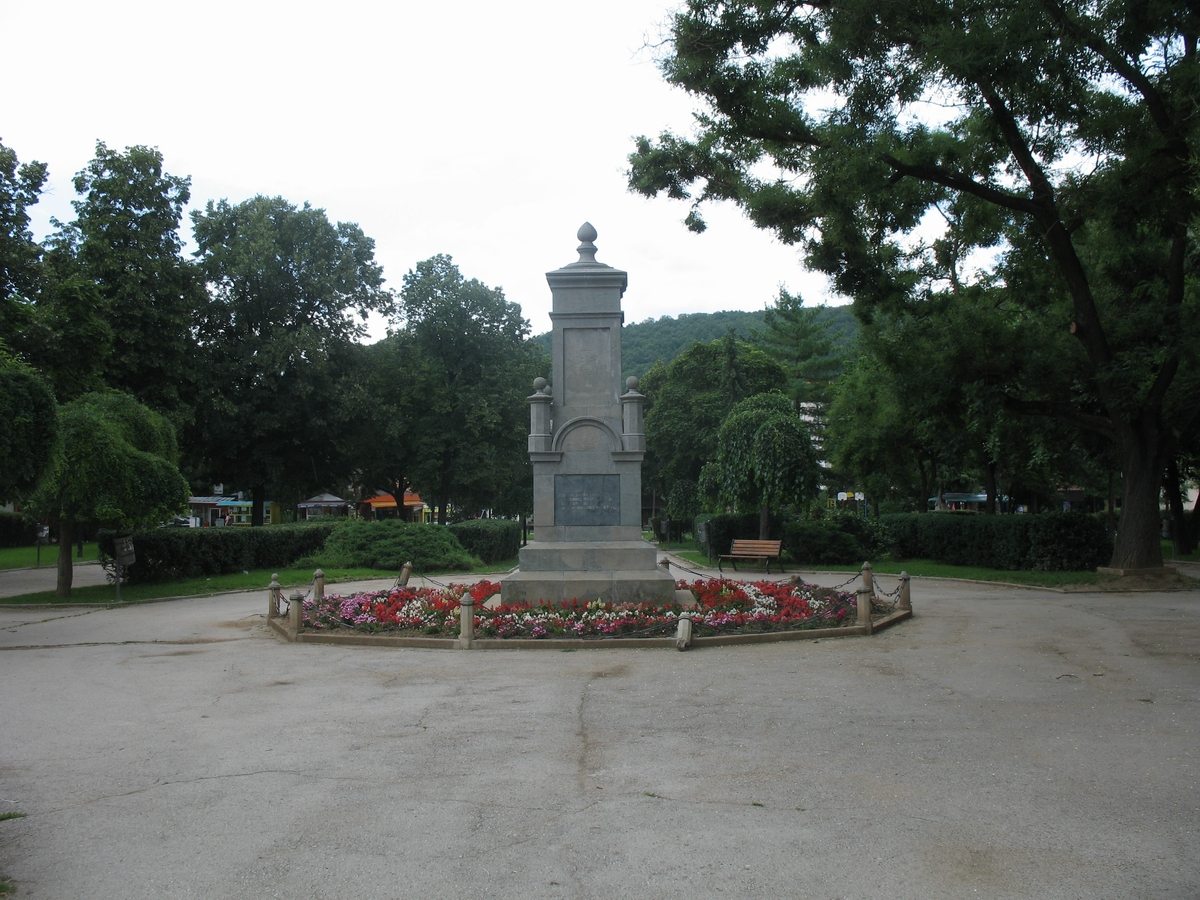
Памятник в центре
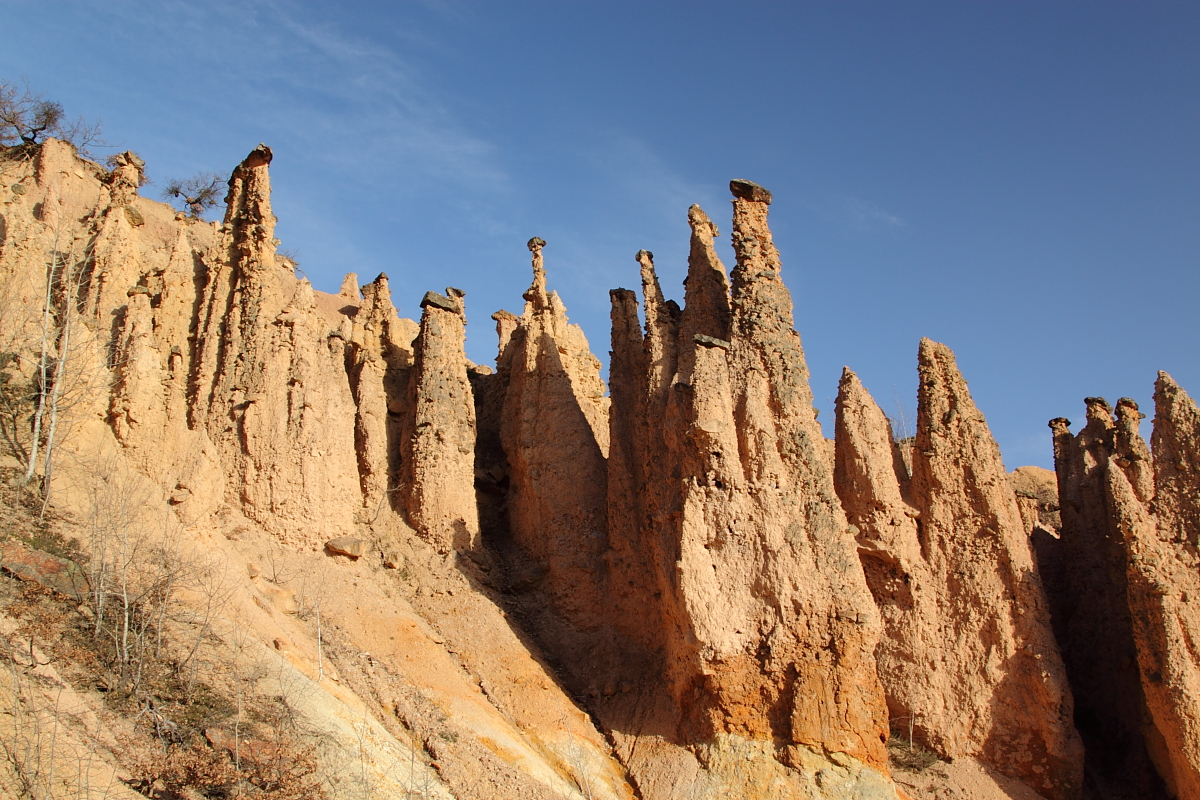
Город Дьявола в горном массиве Радан
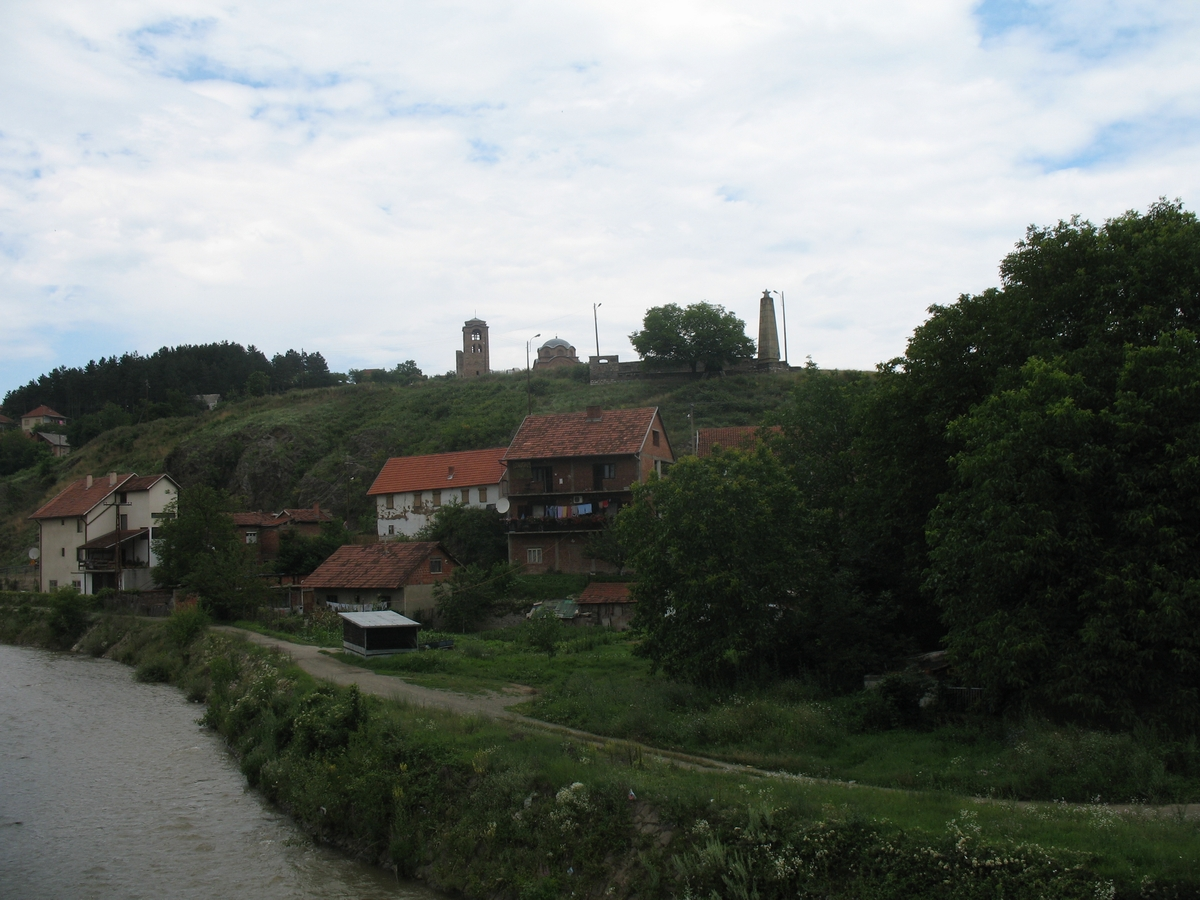
Монастырь Св. Николая и памятник партизанам Второй мировой войны
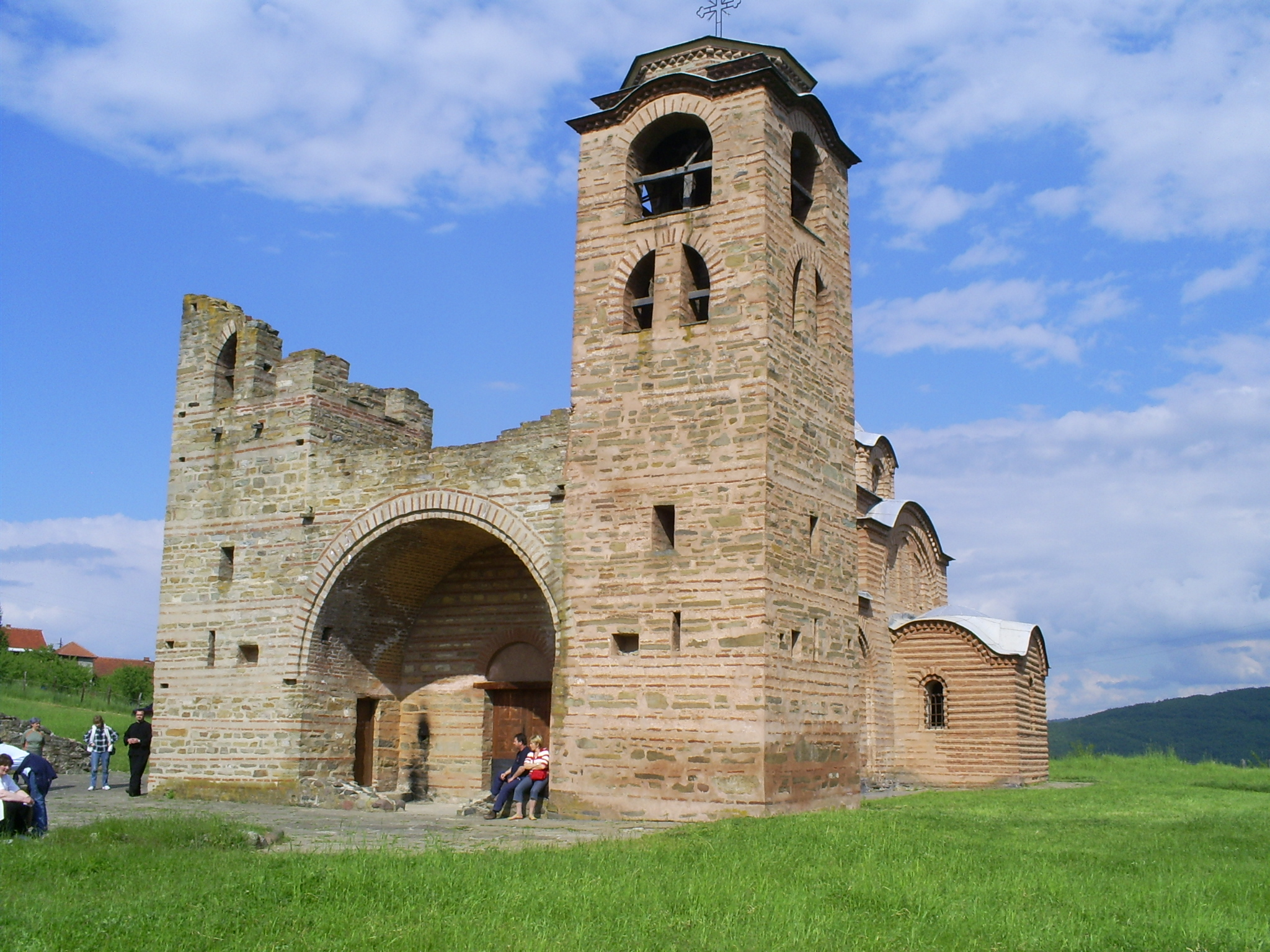
Монастырь Св. Николая вблизи
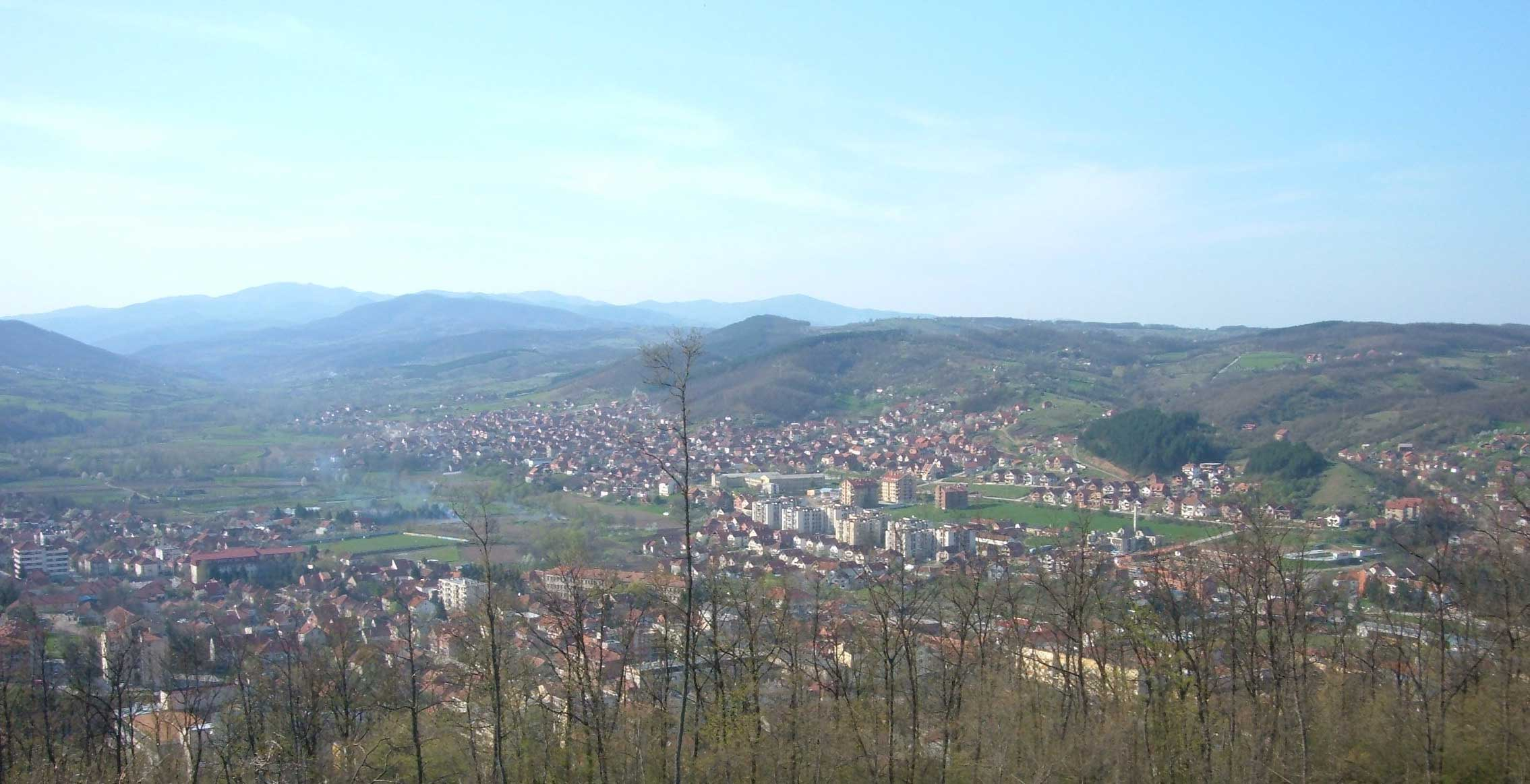
Панорама города